# Otto I của Bayern
Otto I của Bayern (tiếng Đức: Otto Wilhelm Luitpold Adalbert Waldemar; 27 tháng 4 năm 1848 – 11 tháng 10 năm 1916) là Vua của Bayern từ năm 1886 đến năm 1913. Tuy nhiên, ông không bao giờ chủ động cai trị vì bị bệnh tâm thần nặng. Chú của ông, Thân vương Luitpold, và em họ của ông, Ludwig, làm nhiếp chính.
Ludwig phế truất ông năm 1913, một ngày sau khi cơ quan lập pháp thông qua luật cho phép làm như vậy, và trở thành vua theo quyền riêng của mình.
Otto là con trai của Maximilian II và vợ, Marie của Phổ, và em trai Ludwig II. Ông sinh ra và lớn lên với trí tuệ cũng như tinh thần rất bình thương, nhưng chính các cuộc chiến trong Chiến tranh Pháp-Phổ đã ảnh hưởng mạnh mẽ đến tinh thần của ông, khiến ông trở nên trầm cảm và mất ngủ kéo dài, cũng có suy đoán rằng bệnh tâm thần của ông đến từ biến chứng của bệnh giang mai.

## Cuộc sống đầu đời

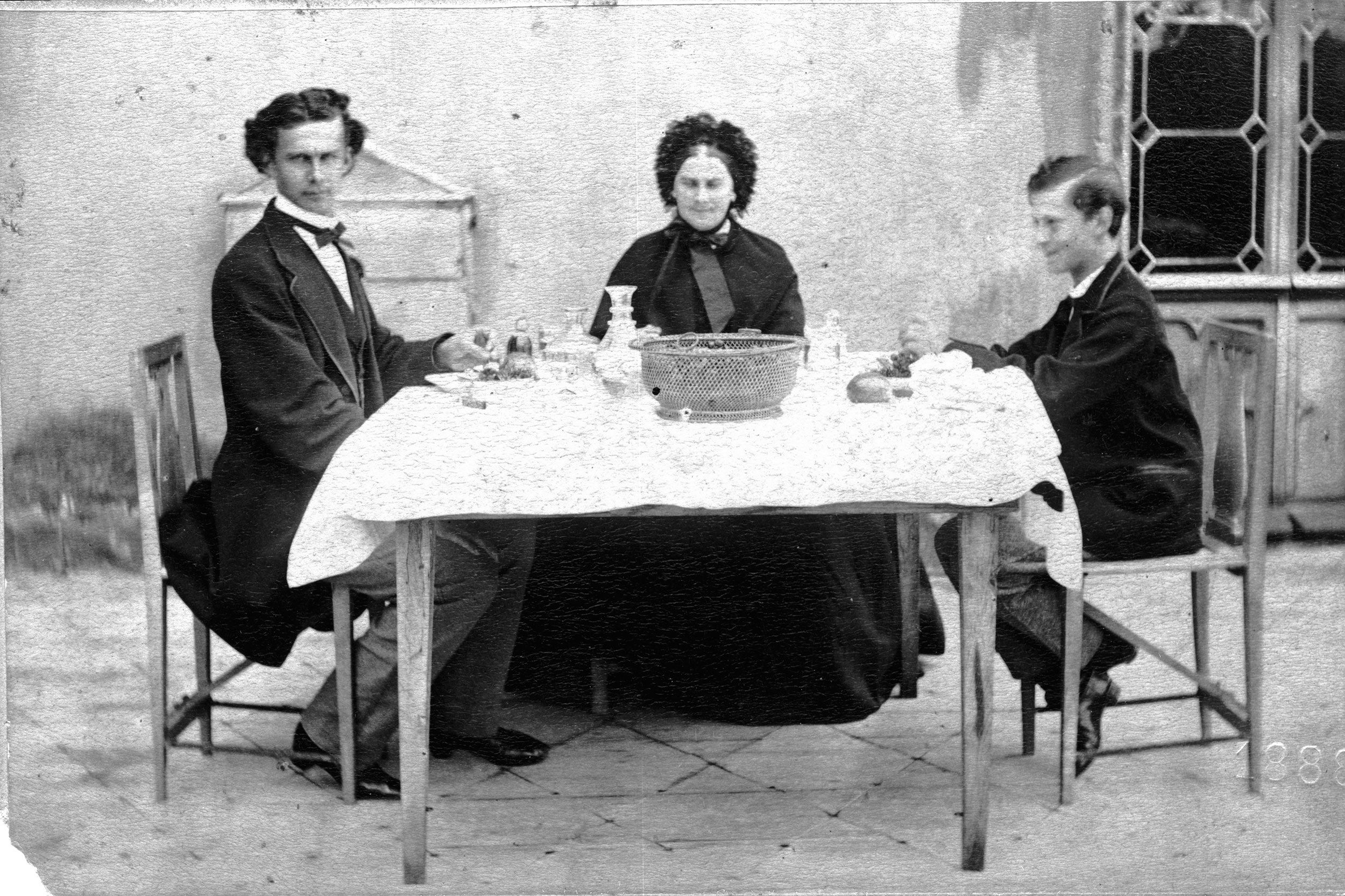
Otto (phải) cùng anh trai Thái tử Ludwig (trái) và mẹ Vương hậu Marie (giữa) vào năm 1860. Ảnh gia đình riêng tư chưa được công bố vào thời điểm đó.

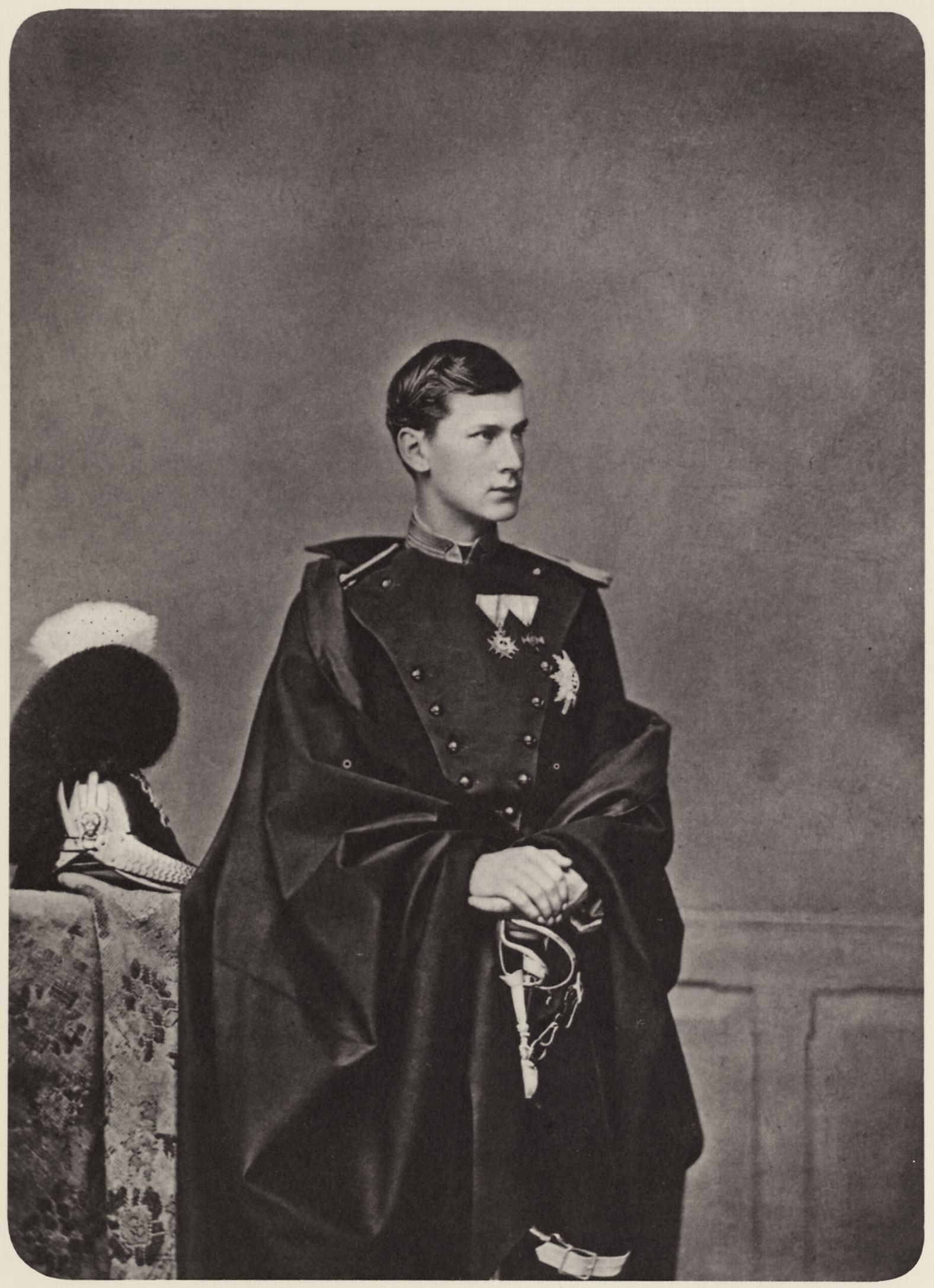
Otto I khi còn trẻ

Vương tử Otto sinh ngày 27 tháng 4 năm 1848, sớm hơn hai tháng theo ngày dự sinh, tại Cung điện München. Cha mẹ ông là Vua Maximilian II của Bayern và mẹ là Vương nữ Marie của Phổ. Chú ruột của ông là Vua Othon I của Hy Lạp, trở thành cha đỡ đầu của ông.
Otto có một người anh trai, Thái tử Ludwig. Họ dành phần lớn thời thơ ấu của mình với những người hầu và giáo viên tại Lâu đài Hohenschwangau. Cha mẹ của 2 vị hoàng tử xa cách và trang trọng, họ không biết phải nói gì với Otto và Ludwig nên thường phớt lờ và thậm chí tránh mặt con cái mình. Mẹ của họ quan tâm đến việc hai anh em mặc gì: bà ra lệnh cho Ludwig luôn mặc đồ màu xanh lam và Otto luôn mặc đồ màu đỏ. Cha của họ rất nghiêm khắc với các anh em, đặc biệt là Ludwig, người thừa kế ngai vàng Vương quốc Bayern trong tương lai. Từ năm 1853 đến năm 1863, hai anh em trải qua kỳ nghỉ hè tại Biệt thự Hoàng gia ở Berchtesgaden, nơi được xây dựng đặc biệt dành cho cha họ.
Otto phục vụ trong quân đội Bayern từ năm 1863. Ông được bổ nhiệm làm thiếu úy vào ngày 27 tháng 4 năm 1863 và được nhận vào Quân đoàn thiếu sinh quân vào ngày 1 tháng 3 năm 1864. Ngày 26 tháng 5 năm 1864, ông được thăng cấp trung úy.
Vào ngày 10 tháng 3 năm 1864, Vua Maximilian qua đời và anh trai của Otto, Ludwig, kế vị làm Vua của Bayern với vương hiệu Ludwig II. Từ ngày 18 tháng 6 đến ngày 15 tháng 7 năm 1864, hai anh em đã được các hoàng đế Áo và Nga đến thăm ở cấp nhà nước.
Otto được thăng cấp Đại úy vào ngày 27 tháng 4 năm 1866 và tham gia nghĩa vụ quân sự tại ngũ trong Lực lượng Vệ binh Bộ binh Hoàng gia Bayern. Ông tham gia Chiến tranh Áo-Phổ năm 1866 và là đại tá trong Chiến tranh Pháp-Phổ năm 1870–1871. Những trải nghiệm trên chiến trường đã khiến ông bị tổn thương, dẫn đến bệnh trầm cảm và mất ngủ. Khi Vua Wilhelm I của Phổ được tuyên bố là Hoàng đế của Đế chế Đức vào ngày 18 tháng 1 năm 1871 tại Cung điện Versailles, Vương tử Otto và chú của ông, Thân vương Luitpold, đại diện cho Vua Ludwig II, người đã từ chối tham gia (mặc dù đã đề nghị tước hiệu Hoàng đế cho Wilhelm trong một lá thư). Otto sau đó đã chỉ trích lễ kỷ niệm là phô trương và vô tâm trong một bức thư gửi cho anh trai mình. Otto coi thường những người họ hàng Phổ đầy tham vọng của mình và thực sự không ưa người mẹ Phổ của mình và vì vậy họ kinh hoàng trước sự thành lập của Đế quốc Đức mới. Sự thù địch của ông không có gì là bí mật đối với chính phủ Phổ.
Otto và Ludwig thường được nhìn thấy cùng nhau trong những năm đầu trị vì của Ludwig II, nhưng họ trở nên ghẻ lạnh theo thời gian. Ludwig nhút nhát, sống nội tâm và cuối cùng trở thành một người sống ẩn dật. Otto vui vẻ, hướng ngoại cho đến Chiến tranh Pháp-Phổ. Năm 1868, Otto nhận được Huân chương Hoàng gia của Thánh George vì Bảo vệ Đức Mẹ Vô nhiễm Nguyên tội, Huân chương của Vương tộc Wittelsbach. Năm 1869, ông nhận Huân chương Mộ Thánh, theo sáng lời đề nghị của Hồng y Karl-August von Reisach.

## Bệnh tâm thần
Sau Chiến tranh Pháp-Phổ, Otto trở nên trầm cảm và lo lắng, khiến gia đình hoàng gia ông lo lắng. Otto có những khoảng thời gian ngủ không ngon giấc trong nhiều ngày và hành động không bình thường, sau đó là những khoảng thời gian ông hoàn toàn bình thường và minh mẫn. Bệnh tình của ông dần trở nên trầm trọng hơn. Vua Ludwig II trở nên lo lắng cực độ vì đã mong Vương tử Otto kết hôn và có một đứa con trai để có thể thừa kế ngai vàng Bayern. Otto được giám sát y tế và các báo cáo về tình trạng của ông được gửi bởi các điệp viên làm việc cho Thủ tướng Phổ, Otto von Bismarck. Các bác sĩ báo cáo rằng Otto bị bệnh tâm thần vào tháng 1 năm 1872. Từ năm 1873, ông bị biệt giam trong gian phía Nam của Cung điện Nymphenburg. Bác sĩ điều trị của ông là Tiến sĩ Bernhard von Gudden, người sau này chẩn đoán anh trai của Otto, là vua Ludwig II, bị bệnh tâm thần mà không thèm khám và không hỏi anh ta một câu nào, điều này đặt ra câu hỏi về năng lực và động cơ của ông ấy. Cả Ludwig và Otto đều coi thường Phổ, còn chú của họ, Thân vương Luitpold và Gudden đều ủng hộ việc Phổ vươn lên thống trị. Một số người đương thời tin rằng những chẩn đoán của Gudden về Otto và Ludwig được thúc đẩy bởi những cân nhắc chính trị và rằng có thể và lẽ ra phải làm nhiều hơn nữa để giúp đỡ và điều trị cho Otto. Một số người cùng thời cũng tin rằng Bismarck không muốn Ludwig và Otto tiếp tục nắm quyền và quyết định thay thế hai anh em bằng người chú dễ uốn nắn của họ, Luitpold.
Trong Lễ Mình và Máu Thánh Chúa Kitô năm 1875 tại Nhà thờ Đức Bà München, Vương tử Otto, người không tham dự buổi lễ tại nhà thờ, đã lao vào nhà thờ trong trang phục đi săn và quỳ gối trước người chủ tế, Đức Tổng Giám mục Gregor von Scherr, để cầu xin sự tha thứ cho tội lỗi của mình. Thánh lễ trọng thể bị gián đoạn, vương tử không chống cự khi bị hai mục sư dẫn đi. Otto sau đó được chuyển đến Cung điện Schleissheim và bị giam giữ ở đó, khiến ông rất thất vọng. Gudden không hề cố gắng chữa trị cho Otto; có thể Otto đã bị đánh thuốc mê nặng. Lần xuất hiện cuối cùng trước công chúng của Otto là sự hiện diện của ông bên cạnh anh trai mình trong cuộc diễu hành của Nhà vua vào ngày 22 tháng 8 năm 1875, tại Marsfeld ở Munich. Từ ngày 1 tháng 6 năm 1876, ông ở lại lâu đài ở Ludwigsthal trong Rừng Bayern vài tuần. Vào mùa xuân năm 1880, tình trạng của ông trở nên tồi tệ hơn. Năm 1883, ông bị giam dưới sự giám sát y tế tại Cung điện Fürstenried gần Munich, nơi ông sẽ ở đó đến hết cuộc đời. Cung điện đã được cải tạo đặc biệt để giam giữ ông. Ludwig thỉnh thoảng đến thăm em trai vào ban đêm và ra lệnh không được sử dụng bạo lực đối với ông.
Năm 1886, quan chức y tế cấp cao của hoàng gia viết một tuyên bố rằng Otto bị bệnh tâm thần nặng. Otto có thể đã mắc bệnh tâm thần phân liệt. Người ta cũng lập luận rằng căn bệnh của ông là kết quả của bệnh giang mai, điều này cũng có thể là nguyên nhân khiến ông bị liệt trong những năm sau đó.
Năm 1894, Otto đã có dấu hiệu hồi phục và được phép tham dự Lễ hội rượu sâm panh ở Bamberg, nơi ông đã đập vỡ 65 chai 'sâm panh cao cấp'.

## Vua Bayern

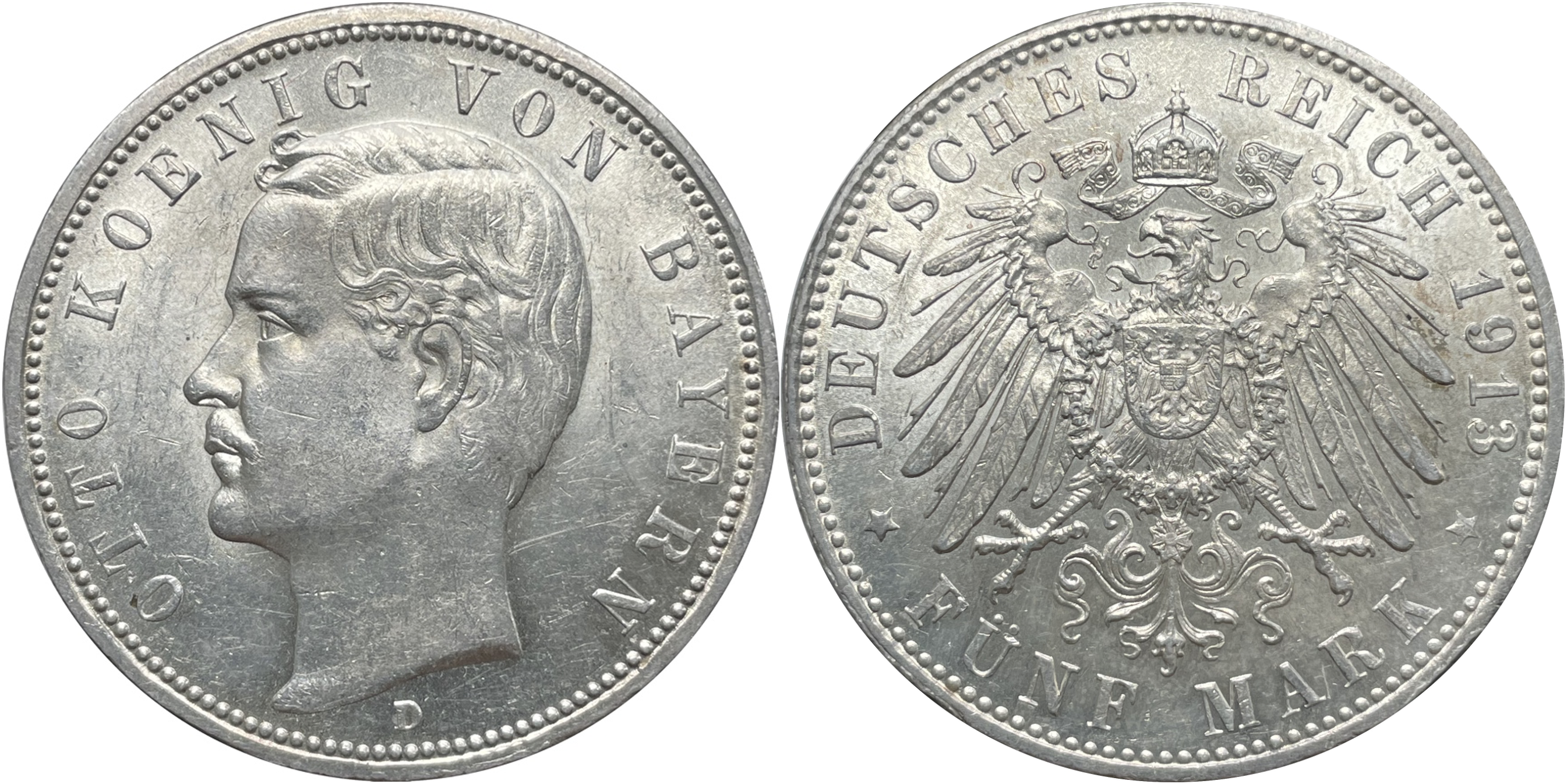
Chân dung vua Otto I trên xu bạc 5 Mark của Vương quốc Bayern

Khi Vua Ludwig II bị các bộ trưởng phế truất vào ngày 10 tháng 6 năm 1886, chú của ông là Thân vương Luitpold đã nắm quyền cai trị Vương quốc Bayern và lãnh đạo công việc nhà nước với vai trò nhiếp chính vương. Chỉ 3 ngày sau, Ludwig II qua đời mà không rõ nguyên nhân, và Vương tử Otto kế vị ông làm Vua của Bayern vào ngày 13 tháng 6 năm 1886 theo luật kế vị Wittelsbach.
Vì Otto mắc bệnh tâm thần nên không thể trị vì đất nước (tên gọi chính thức: "Nhà vua u sầu") nên Thân vương Luitpold trở thành Nhiếp chính. Ông không hiểu lời tuyên bố lên ngôi của mình, điều này đã được giải thích cho Vua Otto tại Cung điện Fürstenried vào ngày hôm sau, sau khi ông lên ngôi. Ông nghĩ chú Luitpold của mình là vị vua hợp pháp. Ngay sau đó, Quân đội Bayern đã tuyên thệ trung thành với Vua Otto I và tiền xu được đúc có hình chân dung của ông.

## Sự kết thúc của triều đại và cái chết

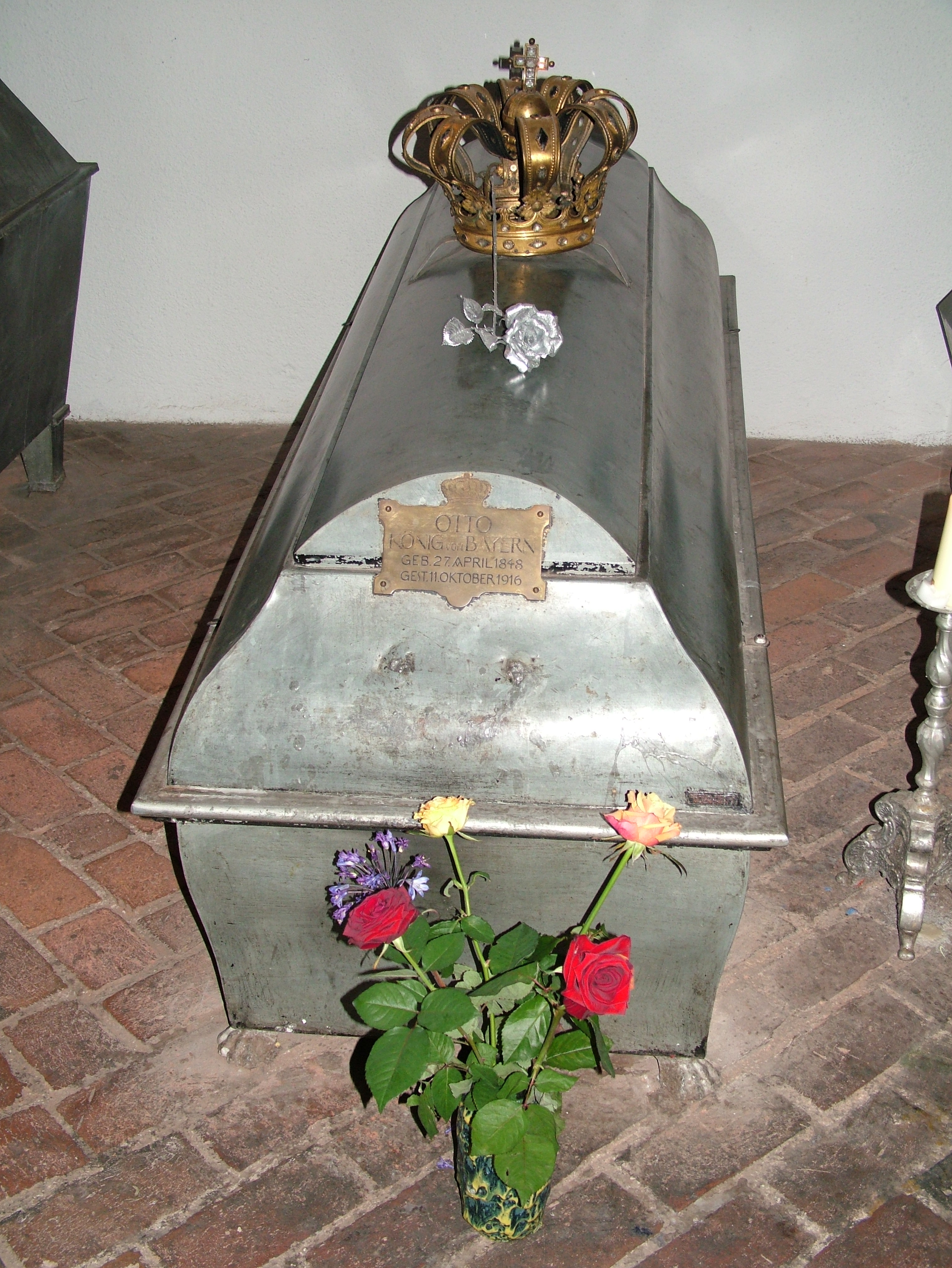
Quan tài của Vua Otto I tại Nhà thờ Thánh Michael ở Munich

Vương tử Luitpold giữ vai trò nhiếp chính vương cho đến khi ông qua đời vào năm 1912 và được kế vị bởi con trai ông là Vương tử Ludwig, em họ đời đầu của Otto. Vào thời điểm đó, rõ ràng là Otto sẽ không bao giờ thoát khỏi tình trạng ẩn dật hoặc có đủ năng lực về mặt tinh thần để chủ động trị vì. Hầu như ngay sau khi Ludwig trở thành nhiếp chính, giới truyền thông và các giai cấp xã hội đã kêu gọi Ludwig tiếp nhận ngai vàng và chính thức trở thành vua của Bayern.
Theo đó, hiến pháp của Bayern đã được sửa đổi vào ngày 4 tháng 11 năm 1913 để thêm vào một điều khoản quy định rằng nếu chế độ nhiếp chính được thực hiện vì lý do nhà vua mất năng lực kéo dài trong mười năm và không có kỳ vọng rằng Nhà vua sẽ có thể quay lại tiếp nhận quyền lực, thì Nhiếp chính vương có thể chấm dứt chế độ nhiếp chính, phế truất Nhà vua và tự mình lên ngôi với sự đồng ý của cơ quan lập pháp. Ngày hôm sau, Thân vương Nhiếp chính Ludwig chấm dứt quyền nhiếp chính, phế truất người anh họ của mình và tuyên bố lên ngôi vua với vương hiệu Ludwig III. Quốc hội đã phê chuẩn vào ngày 6 tháng 11 và Ludwig III tuyên thệ lập hiến vào ngày 8 tháng 11. Vua Otto được phép giữ lại tước hiệu của mình suốt đời.
Otto đột ngột qua đời vào ngày 11 tháng 10 năm 1916 do chứng xoắn ruột (tắc ruột). Hài cốt của ông được an táng trong hầm mộ Nhà thờ Thánh Michael, München. Theo truyền thống hoàng gia Bayern, trái tim của nhà vua được đặt trong một chiếc bình bạc và gửi đến Gnadenkapelle (Đền thờ Đức Mẹ Altötting) ở Altötting, bên cạnh trái tim của anh trai, cha và ông nội của ông.

## Vinh dự

Huy hiệu Hoàng gia lớn hơn của Vua Otto xứ Bavaria

Otto đã nhận được những vinh dự và huân chương:
- Vương quốc Bayern:
  - Hiệp sĩ St. Hubert
  - Chỉ huy Huân chương Quân công
  - Thánh Giá Tưởng Niệm Quân Đội (1866)[15]
  - Đại Tu viện Thượng Bayern của Huân chương Cưỡi ngựa Hoàng gia Bayern của Thánh George, 1868
- Austria-Hungary: Hiệp sĩ Lông cừu vàng, 1869[16]
- Vương quốc Hy Lạp: Đại Thánh giá của Đấng Cứu Chuộc
- Đại công quốc Hessen: Thập tự giá lớn của Huân chương Ludwig,  27 tháng 4 1866[17]
- Vatican: Thập tự giá lớn của Mộ Thánh Jerusalem, 1869
- Kingdom of Portugal: Thập giá tự lớn của Tháp và Kiếm
- Vương quốc Phổ:
  - Hiệp sĩ đại bàng đen, 20 tháng 10 năm 1867[18]
  - Thập tự Sắt (1870), hạng 2, 15 tháng 1 năm 1871[15]
- Russian Empire:
  - Hiệp sĩ St. Andrew, 23 tháng 4 năm 1866
  - Hiệp sĩ St. Alexander Nevsky, Kim cương
  - Hiệp sĩ Đại bàng Trắng
  - Hiệp sĩ St. Anna, hạng 1
  - Hiệp sĩ Thánh Stanislaus, hạng 1
- Vương quốc Tây Ban Nha: Thập tự lớn Huân chương Carlos III, 26 tháng 6 năm 1868[19]
- Beylik của Tunis: Ruy băn lớn Huân chương Glory

## Tổ tiên
| \| \| \| \| \| \| \| \| \| \| \| 8. Maximilian I Joseph của Bayern \| \| \| \| \| \| \| \| \| \| \| \| \| \| \| \| \| \| \| \| \| \| \| \| \| \| \| \| \| \| \| \| \| \| \| \| \| \| \| \| \| \| \| \| \| \| \| \| \| \| \| 4. Ludwig I của Bayern \| \| \| \| \| \| \| \| \| \| \| \| \| \| \| \| \| \| \| \| \| \| \| \| \| \| \| \| \| \| \| \| \| \| \| \| \| \| \| \| \| \| \| \| \| \| \| \| \| \| \| \| \| \| \| \| \| \| \| \| 9. Thân nữ Augusta Wilhelmine xứ Hessen-Darmstadt \| \| \| \| \| \| \| \| \| \| \| \| \| \| \| \| \| \| \| \| \| \| \| \| \| \| \| \| \| \| \| \| \| \| \| \| \| \| \| \| \| \| \| \| \| \| \| \| \| \| \| \| \| \| \| \| \| \| \| \| 2. Maximilian II của Bayern \| \| \| \| \| \| \| \| \| \| \| \| \| \| \| \| \| \| \| \| \| \| \| \| \| \| \| \| \| \| \| \| \| \| \| \| \| \| \| \| \| \| \| \| \| \| \| \| \| \| \| \| \| \| \| \| \| \| \| \| 10. Frederick, Công tước xứ Sachsen-Altenburg \| \| \| \| \| \| \| \| \| \| \| \| \| \| \| \| \| \| \| \| \| \| \| \| \| \| \| \| \| \| \| \| \| \| \| \| \| \| \| \| \| \| \| \| \| \| \| \| \| \| \| \| \| \| \| \| \| \| \| \| 5. Công nữ Therese xứ Sachsen-Hildburghausen \| \| \| \| \| \| \| \| \| \| \| \| \| \| \| \| \| \| \| \| \| \| \| \| \| \| \| \| \| \| \| \| \| \| \| \| \| \| \| \| \| \| \| \| \| \| \| \| \| \| \| \| \| \| \| \| \| \| \| \| 11. Công tước phu nhân Charlotte Georgine xứ Mecklenburg-Strelitz \| \| \| \| \| \| \| \| \| \| \| \| \| \| \| \| \| \| \| \| \| \| \| \| \| \| \| \| \| \| \| \| \| \| \| \| \| \| \| \| \| \| \| \| \| \| \| \| \| \| \| \| \| \| \| \| \| \| \| \| 1. Otto of Bavaria \| \| \| \| \| \| \| \| \| \| \| \| \| \| \| \| \| \| \| \| \| \| \| \| \| \| \| \| \| \| \| \| \| \| \| \| \| \| \| \| \| \| \| \| \| \| \| \| \| \| \| \| \| \| \| \| \| \| \| \| 12. Friedrich Wilhelm II của Phổ \| \| \| \| \| \| \| \| \| \| \| \| \| \| \| \| \| \| \| \| \| \| \| \| \| \| \| \| \| \| \| \| \| \| \| \| \| \| \| \| \| \| \| \| \| \| \| \| \| \| \| \| \| \| \| \| \| \| \| \| 6. Vương tử Wilhelm của Phổ \| \| \| \| \| \| \| \| \| \| \| \| \| \| \| \| \| \| \| \| \| \| \| \| \| \| \| \| \| \| \| \| \| \| \| \| \| \| \| \| \| \| \| \| \| \| \| \| \| \| \| \| \| \| \| \| \| \| \| \| 13. Công nữ Frederica Louisa xứ Hessen-Darmstadt \| \| \| \| \| \| \| \| \| \| \| \| \| \| \| \| \| \| \| \| \| \| \| \| \| \| \| \| \| \| \| \| \| \| \| \| \| \| \| \| \| \| \| \| \| \| \| \| \| \| \| \| \| \| \| \| \| \| \| \| 3. Vương nữ Marie của Phổ \| \| \| \| \| \| \| \| \| \| \| \| \| \| \| \| \| \| \| \| \| \| \| \| \| \| \| \| \| \| \| \| \| \| \| \| \| \| \| \| \| \| \| \| \| \| \| \| \| \| \| \| \| \| \| \| \| \| \| \| 14. Frederick V, Bá tước xứ Hessen-Homburg \| \| \| \| \| \| \| \| \| \| \| \| \| \| \| \| \| \| \| \| \| \| \| \| \| \| \| \| \| \| \| \| \| \| \| \| \| \| \| \| \| \| \| \| \| \| \| \| \| \| \| \| \| \| \| \| \| \| \| \| 7. Thân nữ Maria Anna xứ Hessen-Homburg \| \| \| \| \| \| \| \| \| \| \| \| \| \| \| \| \| \| \| \| \| \| \| \| \| \| \| \| \| \| \| \| \| \| \| \| \| \| \| \| \| \| \| \| \| \| \| \| \| \| \| \| \| \| \| \| \| \| \| \| 15. Công nữ Caroline xứ Hessen-Darmstadt \| \| \| \| \| \| \| \| \| \| \| \| \| \| \| \| \| \| \| \| \| \| \| \| \| \| \| \| \| \| \| \| \| \| \| \| \| \| \| \| \| \| \| |                                                                   |  |  |  |  |  |  |  |  |                                   |  |  |  |
| |                                                                   |  |  |  |  |  |  |  |  | 8. Maximilian I Joseph của Bayern |  |  |  |
| |                                                                   |  |  |  |  |  |  |  |  |                                   |  |  |  |
| |                                                                   |  |  |  |  |  |  |  |  |                                   |  |  |  |
| |                                                                   |  |  |  |  |  |  |  |  |                                   |  |  |  |
| | 4. Ludwig I của Bayern                                            |  |  |  |  |  |  |  |  |                                   |  |  |  |
| |                                                                   |  |  |  |  |  |  |  |  |                                   |  |  |  |
| |                                                                   |  |  |  |  |  |  |  |  |                                   |  |  |  |
| |                                                                   |  |  |  |  |  |  |  |  |                                   |  |  |  |
| | 9. Thân nữ Augusta Wilhelmine xứ Hessen-Darmstadt                 |  |  |  |  |  |  |  |  |                                   |  |  |  |
| |                                                                   |  |  |  |  |  |  |  |  |                                   |  |  |  |
| |                                                                   |  |  |  |  |  |  |  |  |                                   |  |  |  |
| |                                                                   |  |  |  |  |  |  |  |  |                                   |  |  |  |
| | 2. Maximilian II của Bayern                                       |  |  |  |  |  |  |  |  |                                   |  |  |  |
| |                                                                   |  |  |  |  |  |  |  |  |                                   |  |  |  |
| |                                                                   |  |  |  |  |  |  |  |  |                                   |  |  |  |
| |                                                                   |  |  |  |  |  |  |  |  |                                   |  |  |  |
| | 10. Frederick, Công tước xứ Sachsen-Altenburg                     |  |  |  |  |  |  |  |  |                                   |  |  |  |
| |                                                                   |  |  |  |  |  |  |  |  |                                   |  |  |  |
| |                                                                   |  |  |  |  |  |  |  |  |                                   |  |  |  |
| |                                                                   |  |  |  |  |  |  |  |  |                                   |  |  |  |
| | 5. Công nữ Therese xứ Sachsen-Hildburghausen                      |  |  |  |  |  |  |  |  |                                   |  |  |  |
| |                                                                   |  |  |  |  |  |  |  |  |                                   |  |  |  |
| |                                                                   |  |  |  |  |  |  |  |  |                                   |  |  |  |
| |                                                                   |  |  |  |  |  |  |  |  |                                   |  |  |  |
| | 11. Công tước phu nhân Charlotte Georgine xứ Mecklenburg-Strelitz |  |  |  |  |  |  |  |  |                                   |  |  |  |
| |                                                                   |  |  |  |  |  |  |  |  |                                   |  |  |  |
| |                                                                   |  |  |  |  |  |  |  |  |                                   |  |  |  |
| |                                                                   |  |  |  |  |  |  |  |  |                                   |  |  |  |
| | 1. Otto of Bavaria                                                |  |  |  |  |  |  |  |  |                                   |  |  |  |
| |                                                                   |  |  |  |  |  |  |  |  |                                   |  |  |  |
| |                                                                   |  |  |  |  |  |  |  |  |                                   |  |  |  |
| |                                                                   |  |  |  |  |  |  |  |  |                                   |  |  |  |
| | 12. Friedrich Wilhelm II của Phổ                                  |  |  |  |  |  |  |  |  |                                   |  |  |  |
| |                                                                   |  |  |  |  |  |  |  |  |                                   |  |  |  |
| |                                                                   |  |  |  |  |  |  |  |  |                                   |  |  |  |
| |                                                                   |  |  |  |  |  |  |  |  |                                   |  |  |  |
| | 6. Vương tử Wilhelm của Phổ                                       |  |  |  |  |  |  |  |  |                                   |  |  |  |
| |                                                                   |  |  |  |  |  |  |  |  |                                   |  |  |  |
| |                                                                   |  |  |  |  |  |  |  |  |                                   |  |  |  |
| |                                                                   |  |  |  |  |  |  |  |  |                                   |  |  |  |
| | 13. Công nữ Frederica Louisa xứ Hessen-Darmstadt                  |  |  |  |  |  |  |  |  |                                   |  |  |  |
| |                                                                   |  |  |  |  |  |  |  |  |                                   |  |  |  |
| |                                                                   |  |  |  |  |  |  |  |  |                                   |  |  |  |
| |                                                                   |  |  |  |  |  |  |  |  |                                   |  |  |  |
| | 3. Vương nữ Marie của Phổ                                         |  |  |  |  |  |  |  |  |                                   |  |  |  |
| |                                                                   |  |  |  |  |  |  |  |  |                                   |  |  |  |
| |                                                                   |  |  |  |  |  |  |  |  |                                   |  |  |  |
| |                                                                   |  |  |  |  |  |  |  |  |                                   |  |  |  |
| | 14. Frederick V, Bá tước xứ Hessen-Homburg                        |  |  |  |  |  |  |  |  |                                   |  |  |  |
| |                                                                   |  |  |  |  |  |  |  |  |                                   |  |  |  |
| |                                                                   |  |  |  |  |  |  |  |  |                                   |  |  |  |
| |                                                                   |  |  |  |  |  |  |  |  |                                   |  |  |  |
| | 7. Thân nữ Maria Anna xứ Hessen-Homburg                           |  |  |  |  |  |  |  |  |                                   |  |  |  |
| |                                                                   |  |  |  |  |  |  |  |  |                                   |  |  |  |
| |                                                                   |  |  |  |  |  |  |  |  |                                   |  |  |  |
| |                                                                   |  |  |  |  |  |  |  |  |                                   |  |  |  |
| | 15. Công nữ Caroline xứ Hessen-Darmstadt                          |  |  |  |  |  |  |  |  |                                   |  |  |  |
| |                                                                   |  |  |  |  |  |  |  |  |                                   |  |  |  |
| |                                                                   |  |  |  |  |  |  |  |  |                                   |  |  |  |